# منتخب ويلز تحت 21 سنة لكرة القدم
منتخب ويلز تحت 21 سنة لكرة القدم هو الممثل الرسمي لـ ويلز في بطولات كرة القدم تحت 21 سنة. يشارك الفريق في بطولة أوروبا تحت 21 لكرة القدم التي تقام كل عامين.